# Jean-François Lamour
Jean-François Lamour (Maisons-Alfort, 2 februari 1956) is een Frans schermer en politicus.
Lamour werd in 1984 en 1988 olympisch kampioen met de sabel, en in 1992 olympisch brons. In 1984 won hij met de Franse sabelploeg de olympisch zilver en acht jaar later brons. Tijdens de Olympische Zomerspelen 1992 was Lamour de Franse vlaggendrager tijdens de openingsceremonie. Lamour werd in 1989 wereldkampioen.
Van 2002 tot en met 2004 was Lamour minister van sport en van 2004 tot en met 2007 van jeugdzaken.

## Resultaten

### Olympische Zomerspelen
| Jaar | Plaats      | Resultaten          |
| ---- | ----------- | ------------------- |
| 1980 | Moskou      | 21e sabel           |
| 1984 | Los Angeles | sabel sabel team    |
| 1988 | Seoel       | sabel 4e sabel team |
| 1992 | Barcelona   | sabel sabel team    |

### Wereldkampioenschappen schermen
| Jaar | Plaats   | Resultaten         |
| ---- | -------- | ------------------ |
| 1987 | Lausanne | sabel · sabel team |
| 1989 | Denver   | sabel team         |

1896: Ioannis Georgiadis ·
1900: Georges de la Falaise ·
1904: Manuel Díaz ·
1906: Ioannis Georgiadis ·
1908: Jenő Fuchs ·
1912: Jenő Fuchs ·
1920: Nedo Nadi ·
1924: Sándor Pósta ·
1928: Ödön Tersztyánszky ·
1932: György Piller ·
1936: Endre Kabos ·
1948: Aladár Gerevich ·
1952: Pál Kovács ·
1956: Rudolf Kárpáti ·
1960: Rudolf Kárpáti ·
1964: Tibor Pézsa ·
1968: Jerzy Pawłowski ·
1972: Viktor Sidjak ·
1976: Viktor Krovopoeskov ·
1980: Viktor Krovopoeskov ·
1984: Jean-François Lamour ·
1988: Jean-François Lamour ·
1992: Bence Szabó ·
1996: Stanislav Pozdnjakov ·
2000: Mihai Covaliu ·
2004: Aldo Montano ·
2008: Zhong Man ·
2012: Áron Szilágyi ·
2016: Áron Szilágyi ·
2020: Áron Szilágyi ·
2024: Oh Sang-uk